# Полет 8250 на AIRES
Полет 8250 на AIRES е редовен вътрешен пътнически полет от международното летище „Ел Дорадо“, Богота, до международното летище „Густаво Рохас Пиниля“, Сан Андрес, Колумбия, управляван от AIRES. На 16 август 2010 г. самолетът „Боинг 737 Некст Дженерейшън-73V“, който изпълнява полета, се разбива при кацане през нощта при лошо време на колумбийския остров Сан Андрес. Самолетът се разделя на 3 отделни части, от които носът и първите 8 реда седалки се озовават на пистата. В инцидента загиват двама души от всички 125 пътници и 6 членове на екипажа на борда на машината.
Първоначално пилотът заявява, че самолетът е ударен от мълния, но твърденията му не са потвърдени по време на разследването, като няма данни за други самолети ударени от мълния в този регион. Въз основа на останките разследващите стигат до заключението, че самолетът се разпада при удара, а не докато е във въздуха. Официалното разследване заключава, че катастрофата е причинена от грешна преценка на екипажа за височината на самолета по време на последната фаза на подхода към пистата за кацане.
Според разследващите илюзията за „черна дупка“, която се изпитва по време на нощен подход към слабо контрастна среда на писта, заобиколена от ярки светлини и утежнена от силен дъжд, може да е фактор, който да допринесе за объркването на екипажа. Въпреки че инцидентът е причинен от човешка грешка, представителят на Колумбийската администрация за гражданска авиация полковник Карлос Силва обяснява, че целта на разследването не е да се припише вината на екипажа, а да се намери начин за предотвратяване евентуални подобни инциденти в бъдеще.